# Dorio
Dorio is een gemeente in de Italiaanse provincie Lecco (regio Lombardije) en telt 355 inwoners (31-12-2004). De oppervlakte bedraagt 12,7 km², de bevolkingsdichtheid is 29 inwoners per km².

## Demografie
Dorio telt ongeveer 162 huishoudens. Het aantal inwoners daalde in de periode 1991-2001 met 0,9% volgens cijfers uit de tienjaarlijkse volkstellingen van ISTAT.
| Jaar | Inwoneraantal |
| ---- | ------------- |
| 1991 | 349           |
| 2001 | 346           |

## Geografie
Dorio grenst aan de volgende gemeenten: Colico, Dervio, Introzzo, Pianello del Lario (CO), Sueglio, Tremenico, Vestreno.